# Tram UITE serie 1100
Le elettromotrici serie 1100 erano una serie di vetture tranviarie articolate bidirezionali, utilizzate dalla UITE per l'esercizio sulla rete tranviaria di Genova. Alla cessazione di quest'ultima, furono cedute alla rete di Neuchâtel.

## Storia
Le elettromotrici furono costruite nel 1942 in quattro unità, numerate da 1101 a 1104, dalla Breda di Milano, in sostituzione di sei unità della serie 900, passate dalla UITE alla Breda, che a sua volta le aveva cedute alla rete di Belgrado.
Si trattava dei primi tram articolati in servizio a Genova, e furono utilizzati sulla linea 22 (Bolzaneto - Pra' Palmaro); dopo la soppressione di questa nel 1964, vennero trasferite sulle linee della Val Bisagno.
Nel 1966, alla cessazione dell'esercizio tranviario genovese, le vetture furono poste in vendita e vennero acquistate l'anno successivo dalla Compagnie des Transports en commun de Neuchâtel et environs (TN), esercente della tranvia Neuchâtel-Boudry. I mezzi furono modificati, con il montaggio di un pantografo in sostituzione dell'asta di presa elettrica e di nuovi finestrini più adatti al clima rigido dell'altipiano svizzero.
Nel 1980 furono rinumerate da 591 a 594. Vennero utilizzate regolarmente fino all'arrivo dei moderni tram VBZ Be 4/6 nel 1981, per poi essere relegate al ruolo di vetture di riserva fino al 1988. Successivamente vennero tutte demolite, dopo più di 40 anni di servizio.

## Caratteristiche
Lo schema generale delle vetture riprendeva quello delle "littorine" serie 900 a cassa singola, di cui costituivano una versione allungata ed articolata a due casse.